# Hotel Faletti
El Hotel Faletti es un hotel viejo e histórico en Lahore, Pakistán, que fue inaugurado en 1880 durante el dominio británico por un italiano, Giovanni Faletti. Se cerró a finales de 1990 para la privatización y reabrió en junio de 2013] después de someterse a rehabilitación.  
Desde su apertura en 1880 hasta el establecimiento de modernos hoteles de 5 estrellas en Pakistán en la década de 1970, el Faletti fue considerado como el hotel más prestigioso de Pakistán.